# Costa del Golfo degli Stati Uniti d'America
La megaregione della costa del golfo degli Stati Uniti comprende gli Stati costieri che si affacciano sul golfo del Messico. Gli Stati del Texas, Louisiana, Mississippi, Alabama e Florida sono conosciuti anche come stati del golfo. Tutti questi stati sono situati nella regione meridionale degli Stati Uniti.

## Geografia e clima
La costa del golfo è tagliata da numerosi fiumi, il più importante dei quali è il Mississippi. Il territorio lungo la costa del golfo tende a essere basso e pianeggiante, e gran parte di esso è (o era) una zona palustre. La porzione occidentale comprende molti lidi lagunari e penisole, inclusi nei 210 km tra Padre Island e Galveston Island. Questi rilievi proteggono molte baie e insenature. La parte centrale della costa del golfo, dal Texas orientale attraverso la Louisiana, è prevalentemente paludosa. Sebbene sia un golfo, dal punto di vista geografico è tecnicamente parte della costa orientale degli Stati Uniti, anche se non è comunemente considerata come parte di essa.
A causa della sua vicinanza alle acque subtropicali del golfo del Messico, questa zona è soggetta a uragani, inondazioni e violenti temporali che spazzano la regione; si verificano anche se con poca frequenza dei tornadi (sono molto più frequenti nell'entroterra di questi Stati). I terremoti sono praticamente non percepibili, anche se a sorpresa il 10 settembre del 2006 un terremoto di grado 6 della scala Richter con epicentro nel golfo del Messico, fu avvertito da New Orleans a Tampa.

## Attività economiche

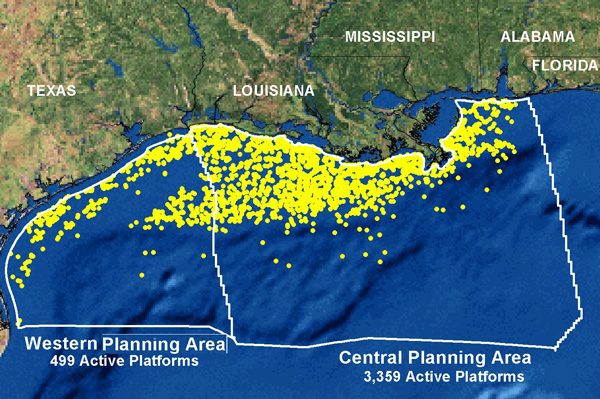
Mappa NOAA delle 3 858 piattaforme petrolifere presenti sulla Costa del Golfo nel 2006

La costa lungo il golfo è il principale centro delle attività economiche della regione. Le paludi lungo la costa della Louisiana e del Texas forniscono un luogo di riproduzione delle specie acquatiche e per la creazione di vivai che guidano l'industria ittica in special modo è praticato l'allevamento dei gamberetti. Il Port of South Louisiana (tra New Orleans e Baton Rouge in Laplace) e il porto di Houston sono due dei dieci porti più attivi del mondo per volume di carico. Infatti, nel 2004 sette dei porti nella top ten dei più attivi degli Stati Uniti erano situati sulla costa del golfo.
La scoperta di giacimenti petroliferi di gas naturale al largo della costa, unita con la facilità di trasportarlo, ha fatto della costa del golfo il cuore del industria petrolchimica degli Stati Uniti. Inoltre in questa regione sono presenti altre importanti industrie, come quella aerospaziale e della ricerca biomedica, oltre alle vecchie produzioni come quella agricola. Sviluppatasi specialmente negli anni 1950 e in incremento in tutti gli Stati Uniti, è l'industria del turismo.

## Storia
La storia della costa del golfo è una parte importante di quella degli Stati Uniti; tanto importante al livello economico quanto la costa del golfo lo è per gli Stati Uniti oggi, si può dire che abbia preso una posizione di importanza negli USA. I primi europei a insediarsi lungo la costa del golfo furono originariamente i francesi e gli spagnoli. L'acquisto della Louisiana, la rivoluzione texana, e la guerra messico-statunitense resero la costa del golfo parte degli Stati Uniti durante la prima metà del XIX secolo. Mentre la popolazione statunitense continuò a espandere le proprie frontiere occidentali e la costa del golfo costituì una calamita naturale nel Sud fornendo la porta di accesso al commercio marittimo nazionale e internazionale.
Lo sviluppo della produzione di zucchero e cotone (tramite l'utilizzo della schiavitù) permise al Sud di prosperare. Dalla metà del XIX secolo, il Sud del Paese, specialmente il golfo, fu di norma abitato dalle persone benestanti degli Stati Uniti. La città di New Orleans in particolare, essendo situata in un punto chiave tra il commercio lungo il Mississippi e il golfo, è diventata la più grande città degli Stati Uniti tra quelle che non si affacciano sulla costa atlantica e la quarta città più grande di tutti gli USA.
Due principali eventi segnarono un punto di svolta nella storia recente della regione della costa del golfo. Il primo fu la guerra di secessione, che causò diversi danni in alcuni settori economici nel Sud degli Stati Uniti inclusa la costa del golfo. Il secondo fu l'uragano a Galveston nel 1900. Alla fine del XIX secolo Galveston (Texas) era, insieme a New Orleans, una delle più sviluppate città di questa regione. La città aveva il terzo porto più attivo degli Stati Uniti e il suo distretto finanziario era conosciuto come “la Wall Street del Sudovest”. La tempesta per lo più distrusse la città (che non ha più riguadagnato la sua importanza di un tempo) e bloccò lo sviluppo nella regione.
Da questi momenti neri la regione del golfo si è sviluppata ulteriormente nel corso del XX secolo. L'industria petrolchimica, lanciata con la scoperta di grandi giacimenti petroliferi in Texas e altri Stati, altrettanto importanti, nelle acque del golfo, furono un veicolo per lo sviluppo nella parte centrale e occidentale della costa golfo generando lo sviluppo su una serie di fronti in queste regioni. Il Texas in particolare ha beneficiato straordinariamente da queste industrie nel corso del XX secolo e la diversificazione economica ha reso lo Stato una calamita per la popolazione e la sede buona parte delle compagnie che fanno parte della Fortune 500.
La Florida ha sviluppato molto la sua industria turistica grazie anche alla sua posizione chiave come porta di accesso ai Caraibi e all'America Latina. Nel 2006, questi due Stati erano rispettivamente il secondo e il quarto Stato più popolato del Paese. Le altre aree della costa del golfo hanno beneficiato in minor misura della loro posizione, lo sviluppo economico alimentato dal turismo ha enormemente incrementato il valore delle proprietà lungo la costa, il che è ora un serio pericolo per il prezioso ma fragile ecosistema della costa del golfo.

### Aree metropolitane
Le seguenti sono le dieci aree metropolitane più grandi lungo la costa del golfo degli Stati Uniti.
| Posizione | Area metropolitana                | Popolazione | Stato     |
| --------- | --------------------------------- | ----------- | --------- |
| 1         | Houston–Sugar Land–Baytown        | 5 628 101   | Texas     |
| 2         | Tampa–Saint Petersburg–Clearwater | 2 587 967   | Florida   |
| 3         | New Orleans–Metairie–Kenner       | 1 319 589   | Louisiana |
| 4         | Baton Rouge                       | 770 037     | Louisiana |
| 5         | Sarasota–Bradenton–Venice         | 651 862     | Florida   |
| 6         | Mobile–Daphne–Fairhope            | 588 246     | Alabama   |
| 7         | Lafayette-Acadiana                | 538 470     | Louisiana |
| 8         | Cape Coral–Fort Myers             | 514 295     | Florida   |
| 9         | Pensacola–Ferry Pass–Brent        | 437 135     | Florida   |
| 10        | Corpus Christi                    | 409 741     | Texas     |